# Tashkent Open 2005
Il Tashkent Open 2005 è stato un torneo di tennis giocato sul cemento.
È stata la 7ª edizione del Tashkent Open, che fa parte della categoria Tier IV nell'ambito del WTA Tour 2005.
Si è giocato al Tashkent Tennis Center di Tashkent in Uzbekistan, dal 3 ottobre al 9 ottobre 2005.

## Campionesse

### Singolare
Michaëlla Krajicek ha battuto in finale  Akgul Amanmuradova con il punteggio di 6–0, 4–6, 6–3

### Doppio
Maria Elena Camerin /  Émilie Loit hanno battuto in finale  Anastasija Rodionova /  Galina Voskoboeva con il punteggio di 6–3,  6–0